# Kolumbianische Männer-Handballnationalmannschaft
Die kolumbianische Männer-Handballnationalmannschaft repräsentiert den Handballverband Kolumbiens als Auswahlmannschaft auf internationaler Ebene bei Länderspielen im Handball gegen Mannschaften anderer nationaler Verbände.

## Geschichte
Die Federación Colombiana de Balonmano ist seit 1984 Mitglied in der Internationalen Handballföderation (IHF) und seit 2019 in der Süd- und zentralamerikanischen Handballkonföderation (SCAHC). Für ein großes internationales Turnier konnte sich die Auswahl bisher nicht qualifizieren.
Auf kontinentaler Ebene nahm sie an vier Panamerikameisterschaften teil, wobei ihr in 24 Spielen sechs Siege gelangen. Nach der Aufteilung der Pan-American Team Handball Federation in zwei Verbände im Jahr 2019 nimmt sie an dem Nachfolgewettbewerb, der Süd- und mittelamerikanischen Handballmeisterschaft, teil. 2020 verzichtete Kolumbien auf eine Teilnahme, 2022 zog sie nach ihrer Meldung noch zurück.

## Turnierteilnahmen

### Panamerikameisterschaften
- Panamerikameisterschaft 1980: nicht teilgenommen
- Panamerikameisterschaft 1981: nicht teilgenommen
- Panamerikameisterschaft 1983: nicht teilgenommen
- Panamerikameisterschaft 1985: nicht teilgenommen
- Panamerikameisterschaft 1989: nicht teilgenommen
- Panamerikameisterschaft 1994: nicht teilgenommen
- Panamerikameisterschaft 1996: nicht teilgenommen
- Panamerikameisterschaft 1998: 7. Platz (von 9 Mannschaften)
- Panamerikameisterschaft 2000: nicht teilgenommen
- Panamerikameisterschaft 2002: 8. Platz (von 8 Mannschaften)
- Panamerikameisterschaft 2004: nicht teilgenommen
- Panamerikameisterschaft 2006: nicht teilgenommen
- Panamerikameisterschaft 2008: nicht teilgenommen
- Panamerikameisterschaft 2010: nicht teilgenommen
- Panamerikameisterschaft 2012: nicht teilgenommen
- Panamerikameisterschaft 2014: nicht teilgenommen
- Panamerikameisterschaft 2016: 9. Platz (von 12 Mannschaften)
- Panamerikameisterschaft 2018: 9. Platz (von 11 Mannschaften)

### Süd- und zentralamerikanische Handballmeisterschaft
Seit der Austragung 2020 sind jeweils die besten drei Mannschaften der Süd- und zentralamerikanischen Handballmeisterschaft der Männer für die Weltmeisterschaft im Folgejahr qualifiziert.
- Süd- und zentralamerikanische Handballmeisterschaft 2020: nicht teilgenommen
- Süd- und zentralamerikanische Handballmeisterschaft 2022: nicht teilgenommen

### Südamerikaspiele
Bei den Südamerikaspielen belegte man bei zwei Teilnahmen den letzten und vorletzten Platz.
- Südamerikaspiele 2010: 5. Platz (von 5 Mannschaften)

Kader: Jorge Abdo Abuchar Suarez, Peter Santiago Acosta Velez, Gabriel Jaime Bernal Paredes, Carlos Ignacio Bernal Yong, Carlos Andres Castrillon Moreno, Juan Santiago Diaz Granada, Juan Esteban Hernandez Ochoa, Jose Alejandro Londono Bedoya, Juan Camilo Mejia Martinez, Carlos Arturo Monsalve Suaza, Diego Alejandro Orrego Cano, Rodrigo Alberto Palacio Uribe, Esteban Penagos Echeverri, Jose Luis Rodriguez Ramos, Daniel Esteban Suarez Arango, Carlos Jose Valencia Hoyos.
- Südamerikaspiele 2014: 6. Platz (von 7 Mannschaften)

Kader: Anderson Caycedo Gomez, Andres Felipe Rivas, Carlos Jose Valencia Hoyos, Cristian Ibarguen Angel, Jaime Benjumea Tobon, Jhon German Valencia Ortiz, Juan Pablo Lopez Velez, Julian Alberto Villa Arango, Santiago Guerra Osorio, Sebastian Restrepo Lamirauh, Wilson David Cardona Hernandez, Diego Saldarriaga Perez, Esteban Penagos Echeverri, Londoño Bedoya Jose Alejandro.

### Caribbean Handball Championship
Bei der Caribbean Handball Championship belegte Kolumbien 2013 den vierten Platz von fünf Mannschaften sowie 2017 als Gastgeber den fünften Rang von sechs Mannschaften.

### Zentralamerika- und Karibikspiele
Bei den Zentralamerika- und Karibikspielen 2018 nahm die Auswahl als Gastgeber teil und verpasste nach zwei Siegen aus drei Gruppenspielen nur aufgrund der schlechteren Tordifferenz den Einzug ins Halbfinale. Mit Siegen über Costa Rica und Guatemala sicherte sie sich den fünften Rang von acht Mannschaften.

### Juegos Bolivarianos
Bei den Juegos Bolivarianos wurde Kolumbien 2013, 2017 und 2022 jeweils Zweiter bei fünf Mannschaften. Bei ihrer ersten Teilnahme unterlag man nur Venezuela, bei der zweiten Chile und bei ihrer dritten erneut Chile und Venezuela.

### IHF South and Central American Emerging Nations Championship
2018 richtete Kolumbien die IHF South and Central American Emerging Nations Championship, einem vom Weltverband organisierten Wettbewerb für Handballentwicklungsländer in Süd- und Zentralamerika, aus. Mit sechs Siegen aus sechs Spielen gewann der Gastgeber dieses Turnier und qualifizierte sich für die globale IHF Emerging Nations Championship.

### IHF Emerging Nations Championship
Bei der vom Weltverband ausgerichteten IHF Emerging Nations Championship unterlag Kolumbien 2019 in der Gruppenphase gegen China, Kuba und Großbritannien und besiegte Aserbaidschan und Indien. In der Platzierungsrunde folgten Niederlagen gegen die USA und Nigeria, was den achten Platz bedeutete.